# 千草宗一郎
千草 宗一郎（ちぐさ そういちろう、1944年〈昭和19年〉2月3日 - ）は、日本のテレビプロデューサー。関西テレビ放送顧問、元代表取締役社長、相談役、メディアプルポ代表取締役会長。

## 来歴・人物
兵庫県出身。甲陽学院高等学校を経て、慶應義塾大学文学部卒業。慶應義塾大学野球部出身。
1969年4月に関西テレビ入社。同期には桑原征平、杉山一雄、上沼真平（元制作局長で上沼恵美子の夫）、荒田静彦（のち鹿児島テレビ代表取締役社長）がいる。報道局、スポーツ局などを経て、制作部へ配属された。
1986年に深夜の人気番組『エンドレスナイト』のプロデューサーとなる。番組では「シーチャカ」のあだ名で人気を得て番組にもたびたび出演し、「エンドレスにシーチャカあり」と言われるほどになった。本人は石原裕次郎の大ファンであり、「タフガイ千草」とも呼ばれていたが、千草の独特な風貌から「シーチャカ」というあだ名が番組内で定着した。
1988年『エンドレス』の担当から外れ、数々のテレビ番組のプロデューサーを務めた後、スポーツ局に異動。『大阪国際女子マラソン』では陣頭指揮を取り、スポーツ関連イベントを数多く手掛けた。
2000年事業局長、2001年営業局長、2003年専務取締役を経て、2005年7月より代表取締役社長に就任。関西テレビの歴代社長は大株主の阪急電鉄、産経新聞社、キー局のフジテレビ出身者が務めることが多いが、生え抜きの社長が誕生したのは2人目である。同年の『FNS25時間テレビ』に出演し、プロデューサー時代から古い付き合いのある島田紳助や笑福亭鶴瓶と掛け合いをするなど陽気な性格を見せた。
『発掘!あるある大事典II』の捏造事件によって、代表取締役社長を2007年4月3日をもって引責辞任し、代表権を持たない取締役に降格。同年6月に取締役を退任し、相談役に就任。この件については後述する。
2008年6月23日に相談役を退任し、顧問に就任した。また、関連会社であるメディアプルポ代表取締役会長に就任した。

## 主な仕事

### 手掛けた番組
- エンドレスナイト（プロデューサー）
- 鶴瓶の1/10女子マラソン（プロデューサー）
- ノックは無用!（プロデューサー）

ほか

### その他
- 大阪国際女子マラソン他、スポーツ全般の陣頭指揮
- 映画『ローレライ』（2005年）：社長就任の年、この映画の製作に携わった。
- 映画『アンフェア the movie』（2007年）：公開は2007年であるが「あるある」事件前の2006年に製作されており、実質的には携わったことになる。しかし、製作から外れている。

## 「発掘!あるある大事典II」捏造事件から社長辞任への経緯
2007年1月7日放送の『発掘!あるある大事典II』（第140回「食べてヤセる!食材Xの新事実」、納豆ダイエットについて）の番組内におけるデータ捏造問題の責任を取り、1月20日、大阪市内で山本紘専務取締役らとともに視聴者らに謝罪した。この謝罪会見の模様が関西テレビ（FNN）を筆頭に各局のニュースで放送された。
1月23日付で、同局では『発掘!-』の放送を打ち切るとともに、千草の役員報酬の30%を3ヶ月間カットしたほか、他の役員3人も報酬カット及び降格、制作局長ら3人が解任、編成局長ら3人も譴責と、それぞれ社内規定に基づいて処分を決めたが「処分が甘すぎる」などといった批判も出ており、1月27日の会見で、調査委員会の調査結果次第で、自らの進退についても考える意向を示した。また、1月28日から4月1日まで各3回、自社放送検証番組「月刊カンテレ批評」（関西ローカル）に自ら出演し、改めて視聴者に謝罪した。
なお、「あるある」捏造問題については1月29日に発足した外部調査委員会（熊﨑勝彦委員長）の3月までの調査によると、問題となった納豆以外にもさらに捏造やデータ改竄、不適切な放送があったことが数件判明。事態を重く見た日本民間放送連盟（民放連）は3月27日に緊急対策委員会を開き、「放送界全体に対する信頼を失墜させた」（広瀬道貞会長）として、関西テレビを民放連から除名する処分を決定（その後、2008年4月に条件付きで復帰）したほか、3月30日には総務省より総務相名による「警告」という、行政指導による最も重い処分が科せられた。
また、4月3日22:00-23:09に一連の事件の検証番組「私たちは何を間違えたのか 検証・発掘!あるある大事典」がフジテレビ系列27局（テレビ宮崎以外）で放送され、番組冒頭に千草が出演し、改めて視聴者に謝罪したほか、この日をもって社長を辞任する旨を発表した。
「あるある」事件の経緯については発掘!あるある大事典#データ捏造問題、関西テレビ放送#『発掘!あるある大事典II』における捏造事件をそれぞれ参照。
なお、4月2日に関西テレビ本社で行われた2007年度新入社員の入社式で、千草が新入社員へ「このような問題を起こしながら、皆さんに訓示を述べることは心苦しいが、だからこそ放送人としてのあるべき姿を十分に認識していただきたい」、「一日も早く新生関西テレビのために力を貸して頂きたい」、「番組で失った信頼は番組で取り返して頂きたい」と訓示した。
翌日4月3日の臨時取締役会にて、4月4日付で代表権を持たない取締役に降格することを決定。代表取締役の後任には片岡正志常務が選任された。